# Kårholm

Kårholm, ibland även Kåreholm, är en ö utanför Kårehamn på Ölands östkust. Den ligger i Alböke socken och Borgholms kommun. Kårholm och de mindre och norrut belägna öarna Kartarna utgör tillsammans ett fågelskyddsområde. Där häckar bland annat vitkindade gäss. 
På ön finns två fornlämningar. Dels en rund (30 meter i diameter) medeltida borganläggning som består av en 0,75 meter hög stenfylld vall och innanför den en 0,4 meter djup vallgrav, och dels en befästningsanläggning med en 2 meter hög vall och utanför den en 0,5 meter djup vallgrav. I den senare anläggningens nordvästra hörn finns en sentida husgrund. På öns södra udde ligger Kårholms kummel, ett 3,9 meter högt vitt stenkummel med rött mittbälte som uppfördes 1865.